# László Kovács (calciatore)
László Kovács (Tatabánya, 24 aprile 1951 – Győr, 30 giugno 2017) è stato un calciatore ungherese, di ruolo portiere.

## Carriera

### Club
Ha giocato nella prima divisione ungherese.

### Nazionale
Ha partecipato ai Mondiali del 1978.

## Palmarès

### Giocatore

#### Competizioni nazionali
- Campionato ungherese: 2

Rába ETO: 1981-1982, 1982-1983